# 貝塚コミュニティ放送
貝塚コミュニティ放送株式会社（かいづかコミュニティほうそう）は、かつて存在した一般放送事業者（現・民間特定地上基幹放送事業者）である。
大阪府貝塚市、岸和田市、泉佐野市、泉南郡熊取町の各一部地域を放送区域とする超短波放送（FM放送）を、FM826 SENSHU JOLLY FM（えふえむはちにろく・センシュウ・ジョリー・エフエム）の愛称で行っていた。

## 概要
2006年（平成18年）開局。空中線電力が2Wと近畿地方のコミュニティ放送局で一番小さかった。公式ウェブサイトでは、ほぼリアルタイムでインターネットストリーミング配信をしていた。
行政とは別の角度から、地域情報をあらゆる角度から切り取って紹介していた。楽曲のプロモーションや地元のレゲエなどのアーティストのピックアップにも力を入れていた。
2010年（平成22年）廃局。

## 沿革
- 2005年（平成17年）
  - 11月8日 - 放送局（現・特定地上基幹放送局）の予備免許取得[1]。
  - 12月2日 - 貝塚コミュニティ放送株式会社設立[2]。
- 2006年（平成18年）
  - 3月27日 - 放送局の免許取得[3]。
  - 4月1日 - 開局。
- 2010年（平成22年）9月30日 - 廃局。

## 主な番組
- あさねた。Good-Morning（月曜 - 金曜 7:00 - 9:55）
- あさねた。Good-Morning SATURDAY SPECIAL（土曜 8:00 - 10:55）
- SUNSET RADIO EXPRESS（月曜 - 金曜 16:00 - 17:55）
- ワイワイ JOLLY SENSHU（月曜 - 金曜 10:00 - 12:00）
- BIG UP RADIO（水曜 19:00 - 20:00）
- おはよう泉州（月曜 -

金曜 8:00 - 9:55）
- music tea time（火曜、水曜 13:00 - 14:55）

中途終了の番組
- 4（FOUR）YOU（月曜 - 金曜 16:00 - 17:55）
- KING SIZE RADIO（木曜 19:00 - 21:00）
- RADIO UP2（火曜 21:00 - 22:00）
- STUND UP!RADIO（月曜 21:00 - 22:00）

ミュージックバード発信ネット番組
- Ad-cal-venther in Africa（水曜 19:00 - 20:00）
- 貝塚Radio Friends（日曜 10:00 - 11:00）
- Just It Sounds（日曜 15:00 - 16:00）

## 廃止後
運営に携わっていた冨永昇次が、廃局の翌日から有限会社アシストに置かれたインターネット放送局FMBC
の局長になり、インターネットラジオとして再出発し同局は2015年まで運営された。